# Cantor (cráter)

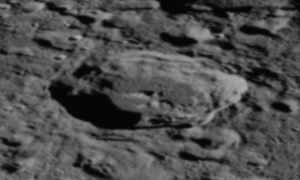
Fotografía de la misión Apolo 14

Cantor es un cráter de impacto que se encuentra en el hemisferio norte de la cara oculta de la Luna. El borde exterior del cráter tiene una forma claramente hexagonal, ligeramente más largo en la dirección norte-sur. Las paredes interiores pesentan múltiples terrazas, aunque en menor medida a lo largo del borde occidental. Presenta un pico central bajo el punto medio de la planta.

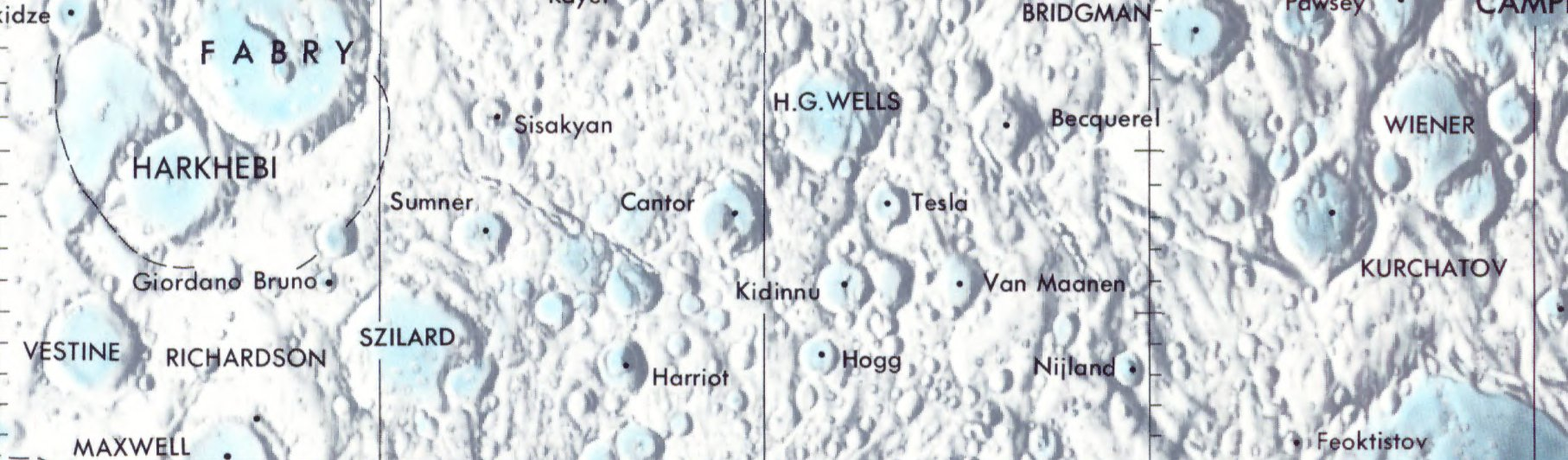
Localización de Cantor (Centro de la imagen)

El terreno circundante de Cantor está fuertemente impactado por muchos cráteres pequeños. El antiguo cráter H. G. Wells, fuertemente erosionado, aparece al noroeste. Al sureste se sitúa Kidinnu.

## Cráteres satélite
Por convención estos elementos son identificados en los mapas lunares poniendo la letra en el lado del punto medio del cráter que está más cerca de Cantor.
|        | \| Cantor \| Coordenadas \| Diámetro \| \| ------ \| ------------------------------ \| -------- \| \| C \| 39°30′N 120°18′E / 39.5, 120.3 \| 21 km \| \| T \| 37°54′N 113°24′E / 37.9, 113.4 \| 23 km \| |          |
| Cantor | Coordenadas | Diámetro |
| C      | 39°30′N 120°18′E / 39.5, 120.3 | 21 km    |
| T      | 37°54′N 113°24′E / 37.9, 113.4 | 23 km    |

## Referencias

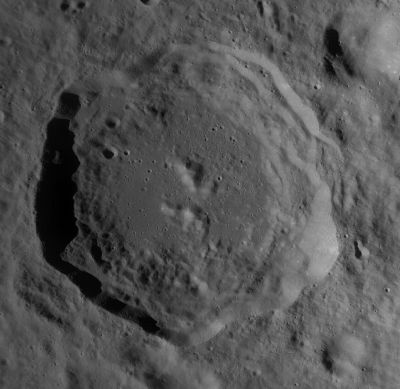
Fotografía de la misión Lunar Reconnaissance Orbiter